# 斯托克波特 (纽约州)
斯托克波特（英語：Stockport）是位于美国纽约州哥伦比亚县的一个镇，地处哥伦比亚县西北部、哈德逊河沿岸。2010年美国人口普查时，该镇有2815人。最初的定居者于1657年左右到达此地。1833年，斯托克波特镇正式建立。